# بی‌اچ ۴۱
بی‌اچ ۴۱ (به انگلیسی: Praga_BH-41) یک هواگرد از نوع آموزشی نظامی ساخت شرکت ČKD-Praga  است. هواگرد بی‌اچ ۴۱ نخستین پروازش را در ۱۹۳۱ میلادی انجام داد.